# Te Wapen (roman)
Te Wapen (Engels: Men at Arms) is het vijftiende boek uit de Schijfwereld serie van de Britse schrijver Terry Pratchett.
Het is na Wacht! Wacht! het tweede boek over de wacht van Ankh-Meurbork.

## Verhaal
Edward D'Ooth is de 37e baron D'Ooth, een arme, adellijke familie. Hij is bovendien afgestudeerd aan de school van het moordenaarsgilde: foutloos, als enige in de schoolgeschiedenis. Hij gaat op zoek naar een manier om weer een koning op de troon van Ankh-Meurbork te krijgen.
Intussen heeft de Kiezelse Anti-Laster Stichting het voor elkaar gekregen dat de wacht een "positief stimulerend wervingsbeleid" heeft gevoerd. Daardoor zijn de nieuwe rekruten op zijn minst apart te noemen: Gneisbaard is een trol, Pruimpie een dwerg en Angoea een weerwolf. Kapitein Douwe Flinx is bij de Patriciër ontboden. Omdat hij gaat trouwen met de freule Sibilla Ramkin en nieuwe verantwoordelijkheden zal krijgen, zal er een nieuwe commandant van de nachtwacht worden aangesteld.
Maar dan vindt in het gebouw van het moordenaarsgilde een grote ontploffing plaats. De wacht onderzoekt de zaak en ontdekt dat uit het museum van het gilde iets is gestolen, wat met de ontploffing gemaskeerd werd. Ook wordt het lijk gevonden van Bibo de clown en de dwerg Bjørn Hammerlehn. De laatste, een kundig instrumentenmaker, werd doodgeschoten door een onbekend wapen.
Uiteindelijk blijkt dit wapen het vuurroer te zijn, een uniek wapen dat loden kogels afvuurt met buspoeder, uitgevonden door het genie Leonard da Quorm. Met ditzelfde wapen wordt ook Gropje Vertuin vermoord, het kamermeisje van de koningin der bedelaars. Heer Ottopedi verbiedt Douwe Flinx hier onderzoek naar te doen: hijzelf heeft namelijk jaren geleden het wapen aan de moordenaars gegeven, zodat zij het zouden vernietigen. De kapitein gaat toch op onderzoek en wordt door de Patriciër op non-actief gesteld.
Nadat het lijk van Edward D'Ooth in de riolen wordt gevonden, wordt duidelijk dat de leider van het moordenaarsgilde, Doctor Cruzaal de moordenaar is. Nadat hij bewaker Pruimpie heeft gedood probeert hij vanaf de toren der kunsten de Patriciër te vermoorden. De wacht kan dit verhinderen, waarbij en Douwe Flinx, veldwachter Gneisbaard en korporaal Biet gewond raken. Tijdens de uiteindelijke confrontatie wordt Angoea door Cruzaal doodgeschoten. In het hoofdkwartier van het moordenaarsgilde weet kapitein Flinx het vuurroer van Cruzaal af te pakken. Biet steekt Doctor Cruzaal neer en smijt het wapen kapot.
Biet brengt het lichaam van Angoea naar het wachthuis en wacht tot het nacht wordt. Zoals hij al had gehoopt komt ze in het maanlicht weer tot leven, want weerwolven kunnen alleen met zilver gedood worden. De volgende dag gaat hij naar het patriciërspaleis om enkele "verzoeken" aan de heerser te doen: de wacht zal worden uitgebreid tot 65 man en de oude wachthuizen worden heropend. Heer Ottopedi stemt toe en promoveert Biet tot kapitein. Ook voegt hij de dag- en nachtwacht samen met aan het hoofd Douwe Flinx, die wordt gepromoveerd tot commandeur en ridder.
Douwe Flinx en Sibilla Ramkin trouwen in de grote zaal van de Gesloten Universiteit.